# Ігарасі Сакі
Сакі Ігарасі (яп. 五十嵐彩季; нар. 24 січня 2000, префектура Тіба) — японська борчиня вільного стилю, чемпіонка та срібна призерка чемпіонатів Азії, дворазова володарка Кубків світу.

## Життєпис
У 2015 році стала срібною призеркою чемпіонату світу серед кадетів. У 2016 році стала чемпіонкою Азії серед кадетів. У 2018 році стала чемпіонкою світу серед юніорів. Наступного року на цих же змаганнях здобула бронзову медаль. Чемпіонка світу серед молоді 2018 року та срібна призерка цих змагань 2019 року.

## Спортивні результати на міжнародних змаганнях

### Виступи на Чемпіонатах Азії
| Змагання                       | Збірна | Вагова категорія          | Місце  |
| ------------------------------ | ------ | ------------------------- | ------ |
| Чемпіонат Азії з боротьби 2018 | Японія | жіноча боротьба, до 55 кг | Золото |
| Чемпіонат Азії з боротьби 2019 | Японія | жіноча боротьба, до 55 кг | Срібло |

### Виступи на Кубках світу
| Змагання                    | Збірна | Вагова категорія | Місце  |
| --------------------------- | ------ | ---------------- | ------ |
| Кубок світу з боротьби 2018 | Японія | команда          | Золото |
| Кубок світу з боротьби 2019 | Японія | команда          | Золото |

### Виступи на інших змаганнях
| Змагання                                         | Збірна | Вагова категорія          | Місце  |
| ------------------------------------------------ | ------ | ------------------------- | ------ |
| Всеяпонський відкритий чемпіонат з боротьби 2018 | Японія | жіноча боротьба, до 55 кг | Срібло |
| Чемпіонат Японії з боротьби 2018                 | Японія | жіноча боротьба, до 55 кг | Срібло |
| Тестовий турнір UWW 2019                         | Японія | жіноча боротьба, до 53 кг | Бронза |
| Чемпіонат Японії з боротьби 2019                 | Японія | жіноча боротьба, до 55 кг | 5      |

### Виступи на змаганнях молодших вікових груп
| Змагання                                      | Збірна | Вагова категорія          | Місце  |
| --------------------------------------------- | ------ | ------------------------- | ------ |
| Чемпіонат світу з боротьби серед кадетів 2015 | Японія | жіноча боротьба, до 49 кг | Срібло |
| Чемпіонат Азії з боротьби серед кадетів 2016  | Японія | жіноча боротьба, до 52 кг | Золото |
| Чемпіонат світу з боротьби серед юніорів 2018 | Японія | жіноча боротьба, до 55 кг | Золото |
| Чемпіонат світу з боротьби серед юніорів 2019 | Японія | жіноча боротьба, до 55 кг | Бронза |
| Чемпіонат світу з боротьби серед молоді 2018  | Японія | жіноча боротьба, до 55 кг | Золото |
| Чемпіонат світу з боротьби серед молоді 2019  | Японія | жіноча боротьба, до 55 кг | Срібло |